# Palazzo Panciatichi

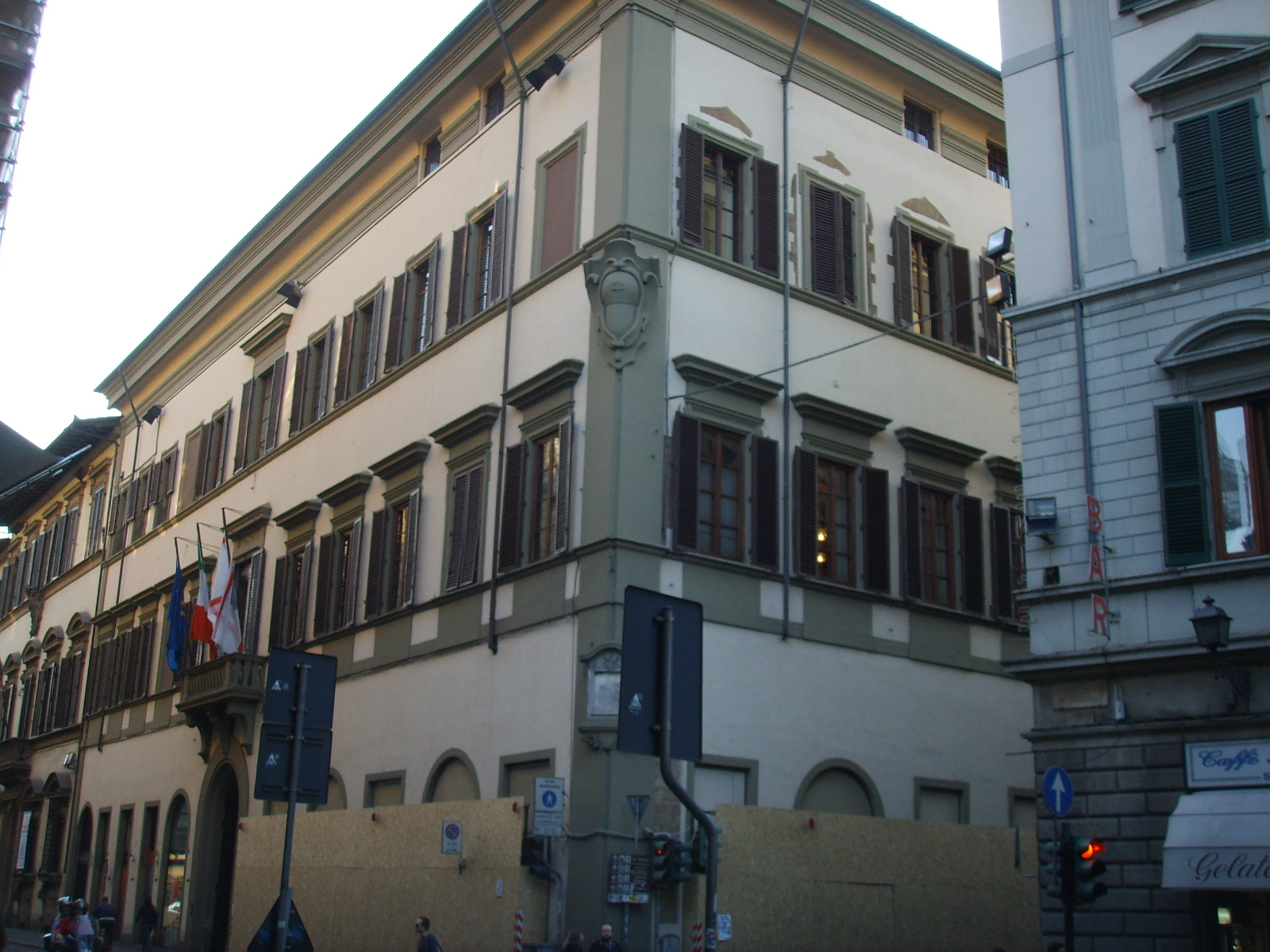
Fachada do Palazzo Panciatichi.

O Palazzo Panciatichi é um palácio italiano que se encontra em Florença, na Via Cavour nº 2, esquina com a Via dei Pucci.

## História
Edificado a partir de 1445-1446 por Agnolo di Ghezzo Della Casa, antepassado do mais conhecido Giovanni Della Casa (o autor do célebre Galateo overo de' costumi), o palácio foi terminado, provavelmente, antes de ser construído à sua frente o Palazzo Medici Riccardi (a data de início dos trabalhos do Palazzo Medici é, de facto, controversa).

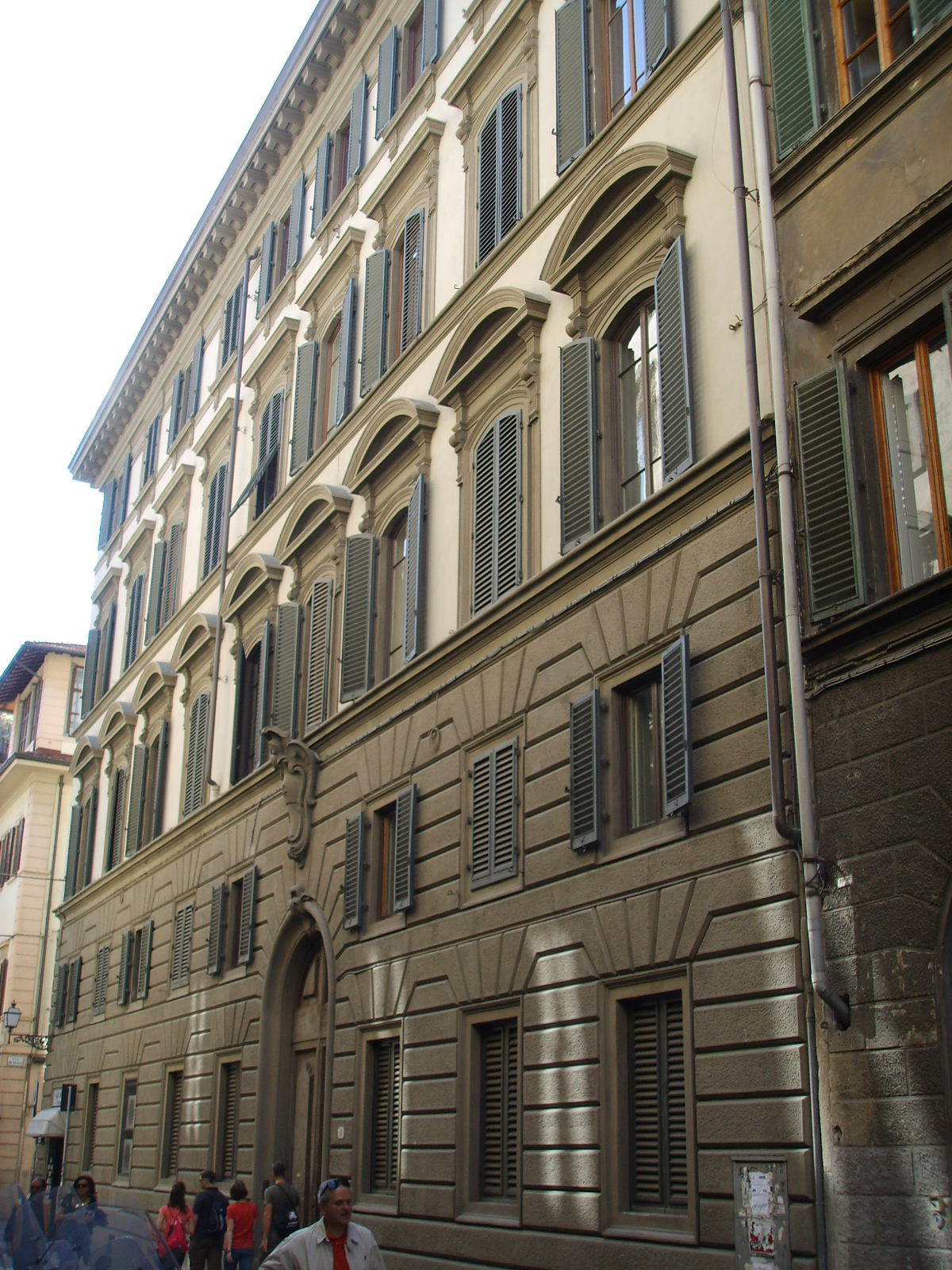
Fachada do Palazzo Panciatichi na Via Ricasoli.

Foi adquirido por Clarice Capponi e por esta cedido, em 1621, à casa pistoiense dos Panciatichi. Em 1674, o Cardeal Bandino Panciatichi encomendou, a Carlo Rainaldi, um projecto para refazer o palácio, mas este não foi executado. Pelo contrário, vinte anos depois foi realizado o projecto de Francesco Fontana (arquitecto romano, filho do mais célebre Carlo Fontana) e do florentino Antonio Maria Ferri, levado a termo entre 1692 e 1697. No início do século XVIII, o palácio passou para Niccolò Panciatichi, sobrinho do cardeal e académico da Crusca, que ampliou posteriormente a biblioteca através do confiável Abade Anton Maria Biscioni, erudito e bibliófilo. Em 1740 o palácio passou para um irmão mais novo de Niccolò, Bandino, que mandou arranjar um novo no apartamento, a partir de 1741, para o irmão mais novo, o cavaleiro de Malta e embaixador Giovanni Gualberto Panciatichi. Naquela ocasião foram criadas duas loggette cobertas no topo do palácio. Em meados do século XVIII trabalharou ali o moldurista Vincenzo Torrigiani, que afrescou uma sala desaparecida "aos molhos de erva", uma decoração então em voga que reproduzia as tintas das tapeçarias através de tinturas vegetais.

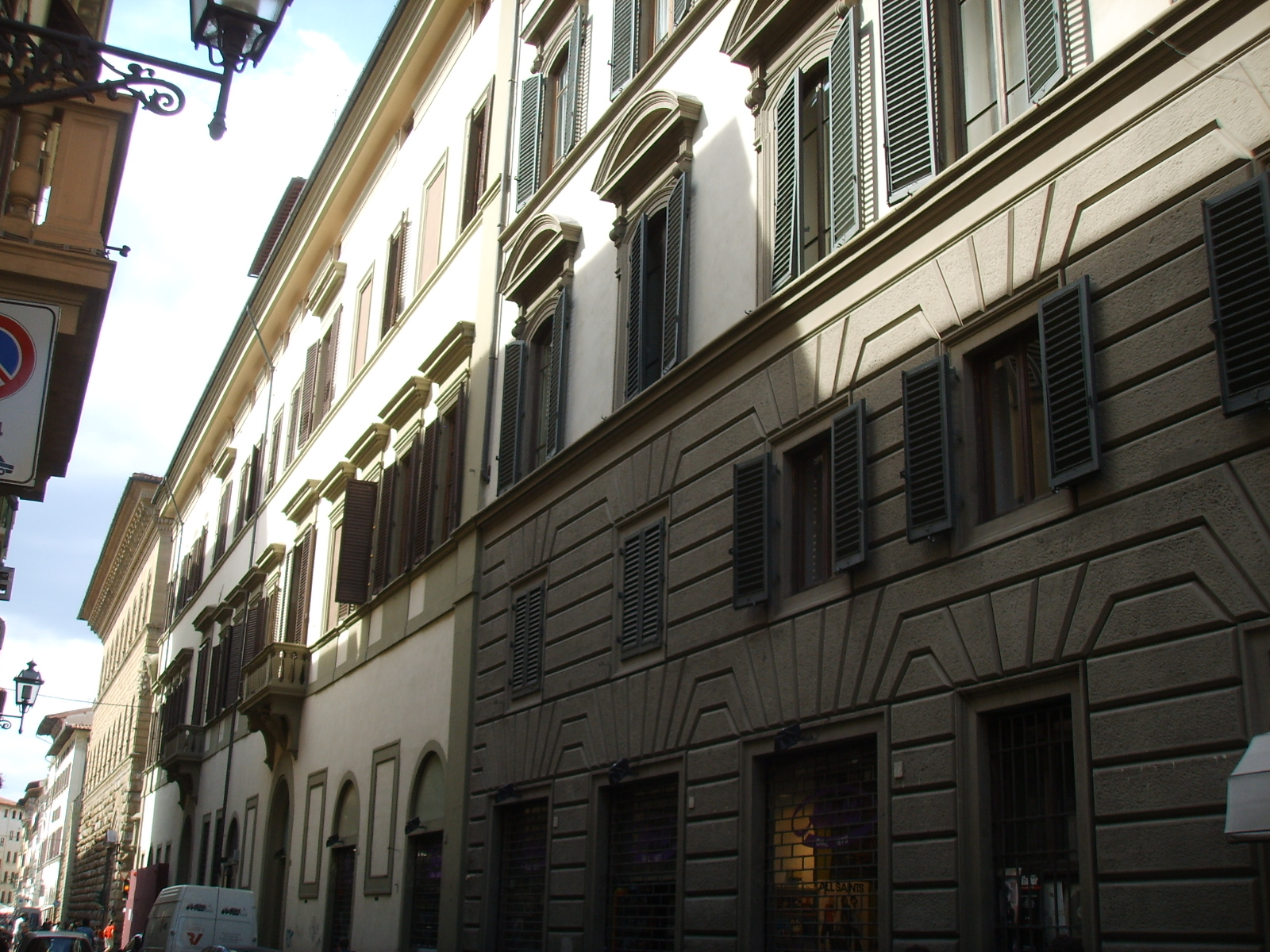
Vista parcial do Palazzo Panciatichi.

Bandino encarregou o arquitecto Giulio Mannaioni de ampliar o palácio, também, na Via Ricasoli, entre 1742 e 1747, para realizar novas salas de serviço e apartamentos para hospedar nobres de passagem por Florença. A grande sala da Gerusalemme liberata ("Jerusalém Libertada"), magnificamente afrescada, foi mandada executar, provavelmente, pelo filho de Bandino, Niccolò, botânico e académico da Accademia dei Georgofili. Agora aparentados com os Ximense d'Aragona, os Panciatichi transferiram-se, em meados do século XIX, para o Palazzo Panciatichi-Ximenes, dando a este palácio uma função mais de representação que de habitação. Naqueles anos foi aberto no palácio o Casino dei Risorti, ponto de encontro da burguesia florentina.
No dia 14 de Setembro de 1910, Marianna Panciatichi vendeu todo o complexo do palácio à Società Cattolica d'Assicurazione, sendo depois transmitido à companhia de seguros INA Assitalia, em 1913, que ainda possui o imóvel.
Desde a década de 1960 está sediado no segundo andar o Provveditorato agli Studi ("Provedoria da Educação"), enquanto o Consiglio regionale della Toscana ("Conselho regional da Toscânia") se estabeleceu ali em 1976, como noutros palácios da Via Cavour, entre os quais o adjacente Palazzo Capponi-Covoni. Actualmente hospeda a Pinacoteca Regional e, por vezes, mostras de arte.

## Arte e arquitectura

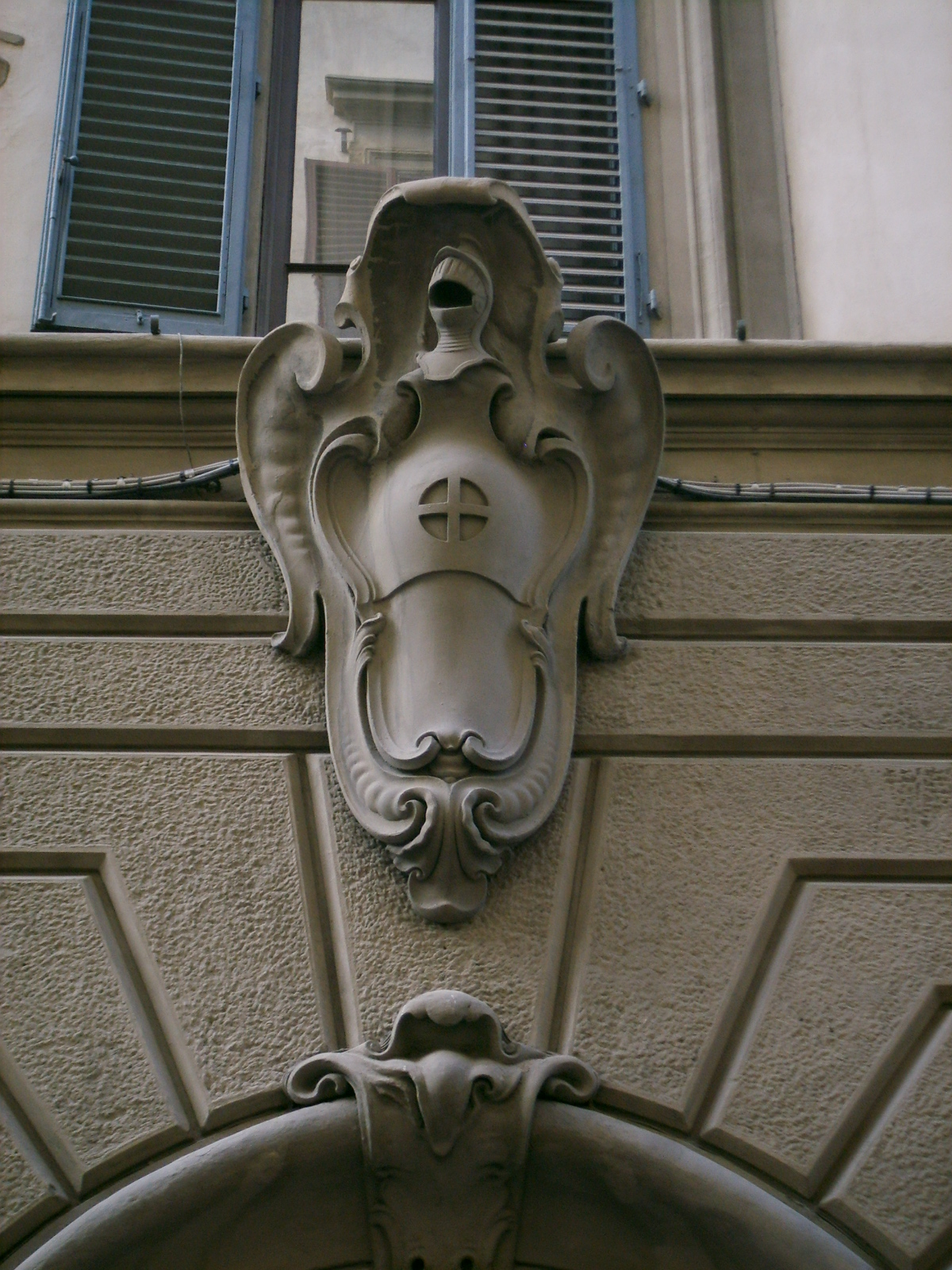
Brasão sobre a entrada da Via Ricasoli.

A fachada principal do palácio, iniciada em 1696 por Francesco Fontana, fica voltada para a Via Cavour e apresenta dois andares com janelas iguais alinhadas. No piano nobile (andar nobre) as janelas possuem cornijas e arquitraves em pedra, enquanto no portal central se abre uma varanda com balaústres apoiados mísulas. No segundo andar apresenta cornijas menos complexas. No piso térreo abre-se o portal e algumas janelas rectangulares mais simples.
A escadaria monumental é pura obra de Fontana, que inseriu molduras decorativas nas paredes e uma cobertura em berço.

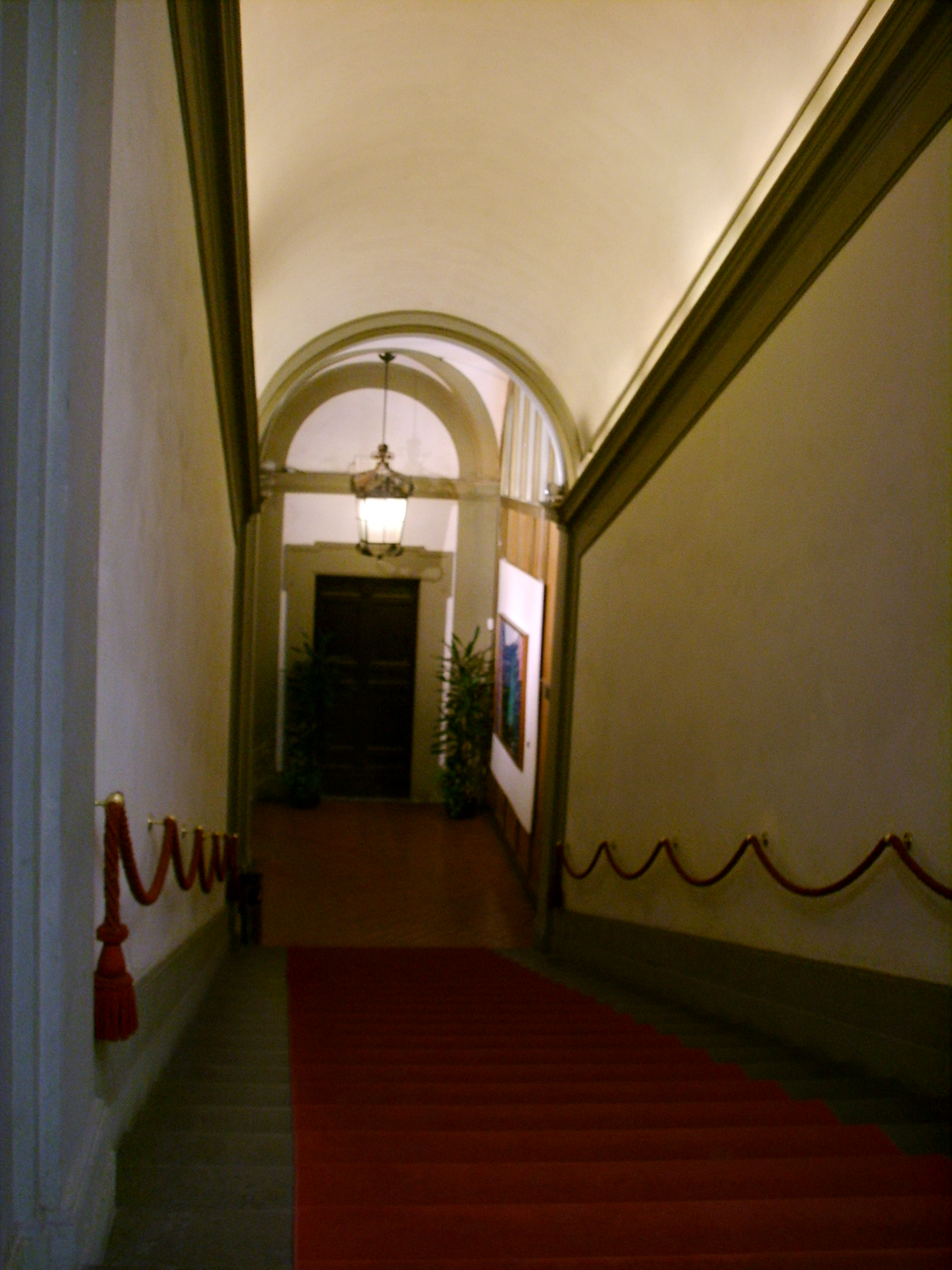
A escadaria monumental.

Particularmente valiosa é a decoração pictórica de algumas salas do palácio. Uma saleta no segundo andar, antigamente no apartamento de Giovanni Gualberto Panciatichi, é coberta por afrescos de Giovan Domenico Ferretti, Vincenzo Meucci e Pietro Anderlini, com a Apeteosi di Ercole, L'allegoria della vita pastorale ("Apoteose de Hércules, A alegoria da vida pastoril") e Il Trionfo del Tempo sulla Maldicenza ("O Triunfo do Tempo sobre a Maledicência"). Completam a decoração ilusionística, quadros em todas as paredes.
A curta distância encontra-se uma saleta, cuja abóbada, decorada por Agostino Veracini, representa a Gloria della famiglia Panciatichi ("Glória da família Panciatichi") e as paredes estão cobertas com arquitectura em trompe-l'œil, de Vincenzo Torrigiani; também os portais foram decorados com pinturas de Giovan Domenico Ferretti e Pietro Anderlini.
Ainda no segundo andar encontra-se a grande sala com pinturas a têmpera de cenas da Gerusalemme Liberata ("Jerusalém Libertada"), de autor desconhecido, pintadas por volta de 1780. As pinturas são muito grandes e cenográficas, mas apresentam alguns erros groseiros que indicam tratar-se de obra dum amador lutando com um trabalho acima das suas capacidades, talvez o próprio Niccolò di Bandino Panciatichi.
Outras obras conservadas no palácio são as sinópias dum afresco do tabernáculo de Sant'Andrea a Rovezzano, representando uma Madonna con bambino e santi ("Nossa Senhora com Menino e santos"), de Niccolò di Pietro Gerini; duas sinópias de Profeti ("Profetas"), anteriormente na Porta San Niccolò, obra do círculo de Rossello di Iacopo Franchi; a Fuga di Clelia ("Fuga de Clélia"), do pintor Francesco Rustici, chamado de il Rustichino, e a Fuga di Enea da Troia ("Fuga de Eneias de Tróia"), do florentino Giovan Battista Marmi.

## O tabernáculo entre aVia Cavoure aVia dei Pucci

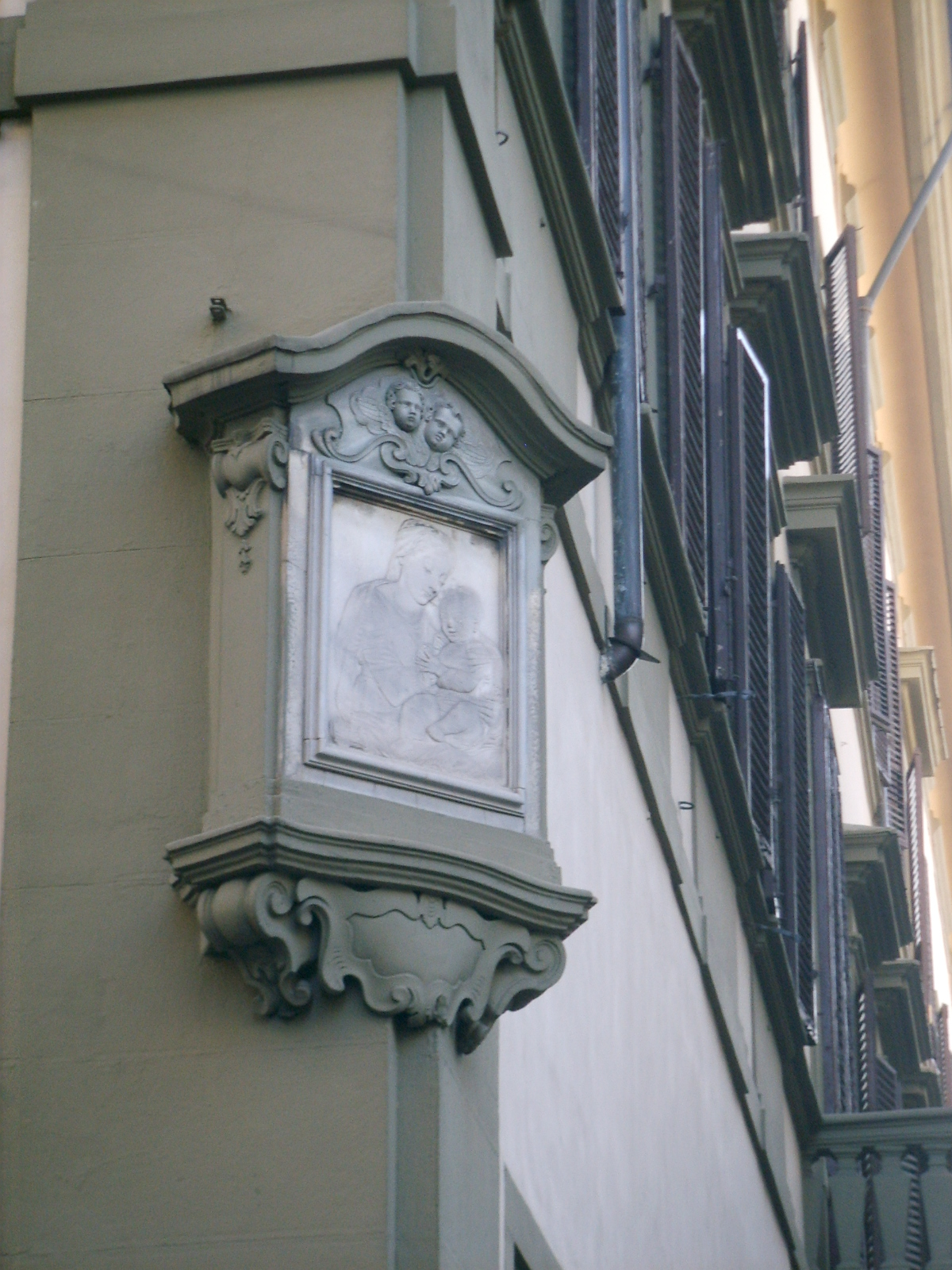
O tabernáculo na esquina do palácio.

Na esquina direita, à altura do primeiro andar do palácio, encontra-se um belo tabernáculo em pietra serena, com cornija em estilo barroco e tímpano ornado por duas cabeças de querubins, apoiado por mísulas definidas por uma elaborada cartela. O breve vão, quase quadrangular, hospeda uma cópia de um baixo relevo em mármore, de Desiderio da Settignano, reproduzindo a Madonna col Bambino ("Nossa Senhora com o Menino"): o original encontra-se, desde 1921, no Museo Nazionale del Bargello. A fiel imitação, a dois terços do tamanho natural, é modelada com plena vivacidade e impõe à vista a Virgem sentada com o Menino Jesus sorridente no regaço.

## Outras imagens

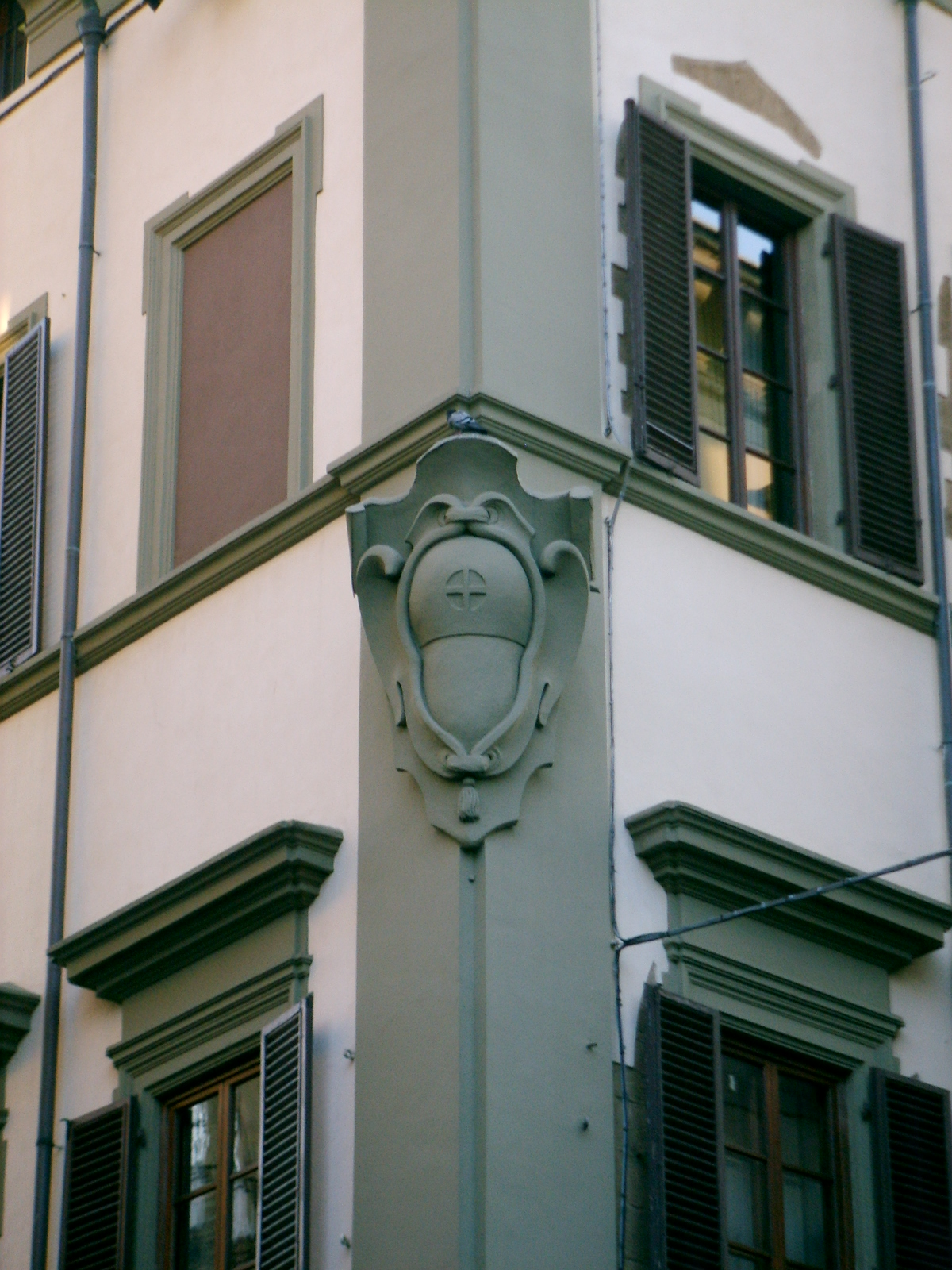
Brasão na esquina do palácio
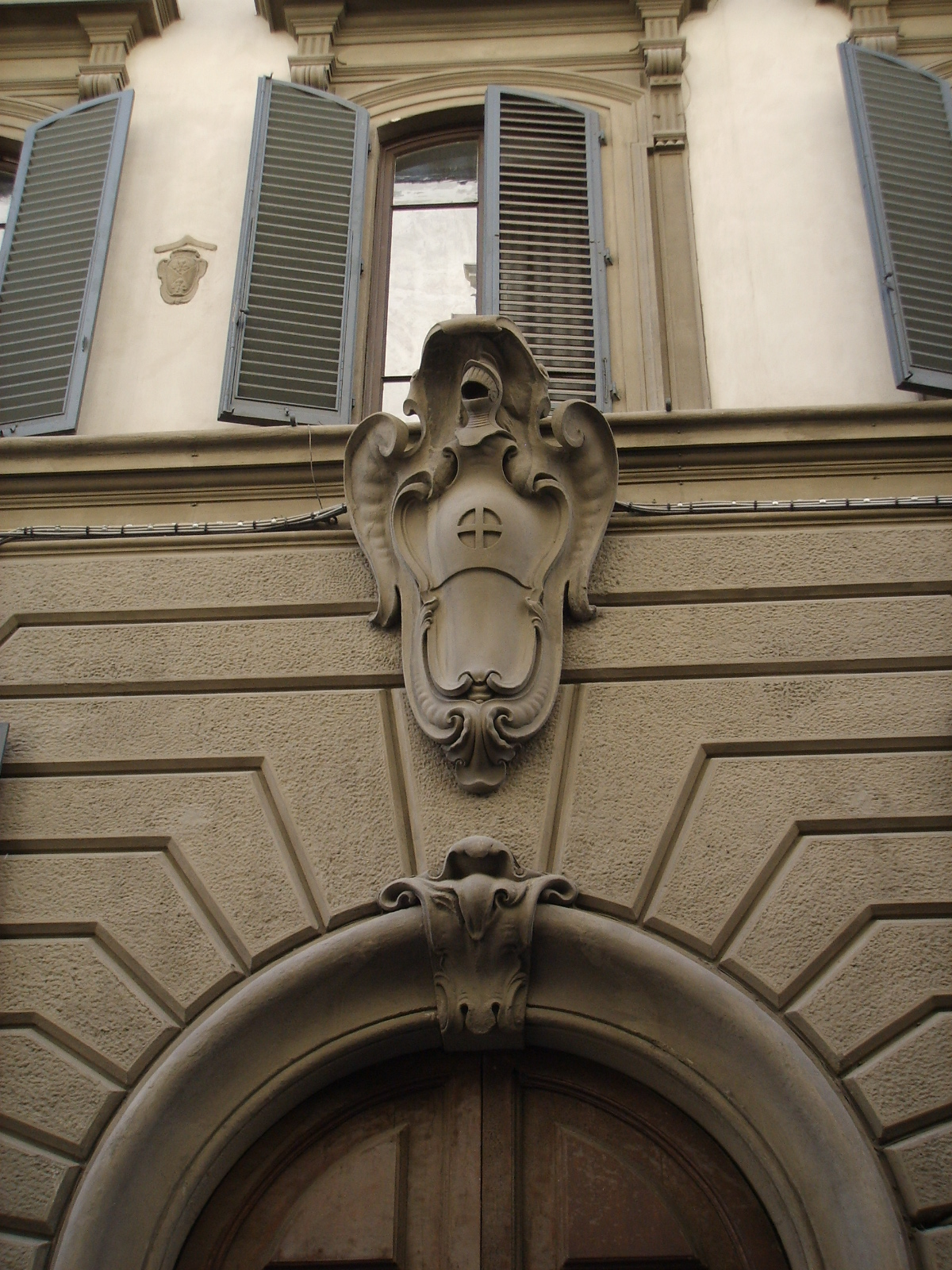
Brasão sobre a entrada
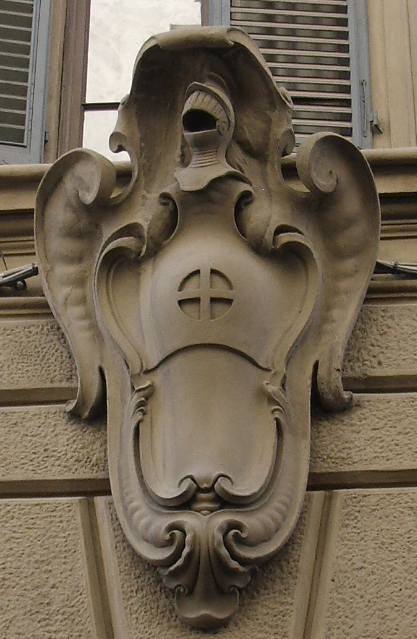
O brasão visto em pormenor